# Szymbulak
Szymbulak (kazachski: Şymbūlaq; cyrylica: Шымбұлақ) znany także jako Czimbulak (rosyjski: Чимбулак; kirgiski: Чымбулак) – kazachski ośrodek narciarski znajdujący się w paśmie górskim Ałatau Zailijski, w pobliżu miasta Ałmaty. Jest popularny ze względu na dużą ilość śniegu (w zimie) i słonecznych dni. Szymbulak był pierwszą trasą zjazdową w historii Związku Socjalistycznych Republik Radzieckich spełniającą wymogi międzynarodowe. Począwszy od 1961 roku Szymbulak był kilkukrotnie miejscem rozgrywania mistrzostw ZSRR i różnego rodzaju konkursów narciarskich. Rozgrywano tu między innymi zawody w ramach Zimowej Uniwersjady 2017 i Pucharu Świata w narciarstwie dowolnym. W lato temperatura powietrza w pobliżu stoku osiąga około 25 °C a w zimę około -7 °C. Sezon narciarski na Szymbulaku trwa zazwyczaj od listopada do kwietnia. W pobliżu znajduje się czterogwiazdkowy hotel Shymbulak.